# Чухлиб, Орислава
Орислава Чухлиб (укр. Орислава Чухліб; род. 2 августа 1974, Львов) — украинская саночница. Участница зимних Олимпийских игр 2002 года.

## Биография
Орислава Чухлиб родилась 2 августа 1974 года в городе Львов (сейчас на Украине).
В 1998 году лишь за несколько дней до старта зимних Олимпийских игр в Нагано выяснилось, что она не будет участвовать в них. По словам главного тренера сборной Украины по санному спорту Владимира Сальникова, это произошло из-за того, что Чухлиб почти не тренировалась с командой.
В 2002 году вошла в состав сборной Украины на зимних Олимпийских играх в Солт-Лейк-Сити. В соревнованиях одиночек заняла 20-е место, показав по сумме четырёх заездов результат 2 минуты 56,581 секунды и уступив 3,817 секунды завоевавшей золото Зильке Отто из Германии.
На Украину из США не вернулась. В Чикаго, где сборная Украины пересаживалась на самолёт до Франкфурта-на-Майне, Чухлиб передала через подругу свой билет тренерам и скрылась. Впоследствии завершила выступления, вышла замуж за американца и родила дочь. Работает реабилитологом.